# ロイヤル・ヨルダニアン・ファルコンズ
ロイヤル・ヨルダニアン・ファルコンズ（アラビア語: صقور الأردن الملكية, ラテン文字転写: Royal Jordanian Falcons : RJF）は、アカバ開発会社（ロイヤル・ヨルダン航空とヨルダン空軍の出資会社）が運営支援している曲技飛行隊でヨルダン政府の公的な曲技飛行隊でもある。
ヨルダンの航空技術の広報を行うために、1976年にフセイン国王によって編成された。編成当初は2機のピッツS-2Aスペシャルを使用していた（後に3機編隊となる）が、1992年から4機の Walter Extra EA300 を用いるようになった。
チームは、ヨルダン空軍パイロットが3 - 4年間ボランティアで従事し、整備士についてはチーム専属スタッフが行っている。
活動は主にヨーロッパを中心にツアーを行っており、毎年十数回は展示飛行を行っている。